# Kas (fiume)
Il Kas (in russo Кас?; nel corso superiore Bol'šoj Kas, Большой Кас) è un fiume della Russia siberiana occidentale (Kraj di Krasnojarsk), affluente di sinistra dello Enisej.
Nasce all'estremità orientale del grande Bassopiano della Siberia Occidentale dirigendosi dapprima verso nord-ovest; a circa metà percorso compie una decisa svolta a 90°; riceve l'affluente Malyj Kas (lungo 87 km) e con il nome di Kas prende una direzione nord-orientale, confluendo successivamente nello Enisej a 1 817 km dalla foce. Ha una lunghezza di 464 km e il suo bacino è di 11 200 km². La gran parte del bacino si estende su terreni bassi, con difficile drenaggio che provoca impaludamenti nella stagione calda.
Il fiume non incontra nel suo corso centri abitati di rilievo; è gelato, mediamente, dagli inizi di novembre a metà maggio.
Il suo affluente Malyj Kas è collegato tramite un canale artificiale navigabile (il Canale Ob'-Enisej) al fiume Ket', affluente dell'Ob'; quest'opera ha reso così comunicanti i due bacini, fra i maggiori del mondo come dimensioni ed entrambi di rilevante importanza commerciale.